# 2743 Chengdu
2743 Chengdu è un asteroide della fascia principale. Scoperto nel 1965, presenta un'orbita caratterizzata da un semiasse maggiore pari a 2,6566539 UA e da un'eccentricità di 0,1740800, inclinata di 12,30420° rispetto all'eclittica.